# Capitão Andrade
Capitão Andrade é um município brasileiro do estado de Minas Gerais. Sua população recenseada em 2022 era de 4 585 habitantes, segundo dados do IBGE. 
Desbravada em 1897, Capitão Andrade fez parte de Itanhomi até 1 de janeiro de 1993, quando se emancipou.

## Geografia
Localiza-se na Mesorregião do Vale do Rio Doce.